# Waking the Dead (álbum)
Waking the Dead é o segundo álbum de estúdio da banda L.A. Guns, lançado em 2002.

## Faixas
1. "Don't Look at Me That Way" – 4:00
2. "OK, Let's Roll" – 3:54
3. "Waking the Dead" – 3:23
4. "Revolution" – 3:26
5. "The Ballad" – 5:21
6. "Frequency" – 4:38
7. "Psychopathic Eyes" – 3:04
8. "Hellraisers Ball" – 3:23
9. "City of Angels" – 3:39
10. "Don't You Cry" – 4:22
11. "Call of the Wild" – 3:51 (faixa bónus no Japão)

## Créditos

### Banda
- Phil Lewis - vocalista
- Tracii Guns - guitarra
- Adam Hamilton - baixo
- Steve Riley - bateria

### Músicos convidados
- Ricky Beck Mahler - vocais de apoio

## Produção
- Produtor – Andy Johns
- Engenheiro – Bruce Witkin
- Masterização – Dave Schultz
- Equipa – Brad Nelson
- Fotografia – Glen LaFerman
- Design da capa – Maxine Miller
- Design do layout – Vinny Cimino

## Críticas
- Allmusic [1]